# معا لأجل كتالونيا (2020)
معا لأجل كتالونيا هو حزب سياسي كتالوني تأسس في يوليو 2020 من قبل الرئيس الكتالوني السابق كارلس بوتشدمون، وتم الإعلان عنه في 2 يوليو نتيجة لانهيار المفاوضات مع الحزب الديمقراطي الأوروبي الكتالوني حول إعادة تنظيم الفضاء السياسي بعد التقارب تحت مظلة «معًا من أجل كاتالونيا». سيعقد المؤتمر التأسيسي للحزب في الفترة ما بين 25 يوليو و3 أكتوبر، بعد إطلاقه في 18 يوليو مع عرض عام لصوره وهوية الحزب من قبل إلسا أرطادي ومارتا مادريناس.
تم تشكيل معًا الجديد من أجل كاتالونيا من خلال اندماج الدعوة الوطنية للجمهورية والعمل من أجل الجمهورية والبديل الأخضر وعناصر منشقة عن الحزب الديمقراطي الأوروبي الكتالوني مثل إندبندنس رالي، ولكنها تهدف أيضًا إلى الدمج النهائي لأعضاء من ديمقراطيي كاتالونيا وأحزاب ترشيح الوحدة الشعبية. من المقرر أن يتعايش الحزب مع تحالف معًا من أجل كاتالونيا القديم نتيجة لخلاف بوتشدمون والحزب الديمقراطي الأوروبي الكتالوني حول حقوق ملكية العلامة الحزبية، مع استيلاء الحزب على حقوق الملكية، لكن الأخير لا يزال يحتفظ بحقوقه على الائتلاف الانتخابي والتمويل العام.